# Golant (Cornovaglia)
Golant (in lingua cornica: Golnans) è un villaggio del sud della Cornovaglia (Inghilterra sud-occidentale), affacciato sul fiume Fowey, ed appartenente amministrativamente alla parrocchia civile di St. Sampson. Nell'ultimo censimento (2011) possedeva circa 260 abitanti.